# Sakura (prénom)
 (avril 2021).
Si vous disposez d'ouvrages ou d'articles de référence ou si vous connaissez des sites web de qualité traitant du thème abordé ici, merci de compléter l'article en donnant les références utiles à sa vérifiabilité et en les liant à la section « Notes et références ».
Pour les articles homonymes, voir Sakura (homonymie).
Sakura (hiragana : さくら, prononcé sakoula) est un « prénom » japonais majoritairement féminin régulièrement employé dans les mangas et autres jeux vidéo.

## En kanjis
- 桜 (sakura?) : cerisier ; c'est l'écriture la plus répandue.
- 咲楽 : signifie à peu près « confort de la floraison ».
- 幸久来 : signifie à peu près « prémisse d'une longue histoire heureuse ».

## Personnes célèbres
- Sakura Andō  (安藤 サクラ, Andō Sakura), actrice.
- Sakura Fujiwara (en) (藤原さくら, Fujiwara Sakura), auteure-compositrice-interprète.
- Sakura Miyawaki (宮脇 咲良,Miyawaki Sakura), chanteuse-actrice.
- Sakura Nogawa (en) (野川さくら, Nogawa Sakura), seiyuu.
- Sakura Oda (小田さくら, Oda Sakura), chanteuse.
- Sakura Sena (瀬名さくら, Sena Sakura), mannequin de charme et actrice de films pornographiques.
- Sakura Tange (丹下桜, Tange Sakura), seiyuu, chanteuse et parolière.
- Sakura Tsukuba (en) (筑波さくら, Tsukuba Sakura), mangaka.

## Dans les œuvres de fictions
- Sakura Kinomoto est le prénom de l'héroïne du manga et dessin animé Cardcaptor Sakura. Elle est aussi au centre de l'intrigue de Tsubasa - RESERVoir CHRoNiCLE -.
- Sakura Haruno est l'un des personnages principaux du manga et dessin animé Naruto.
- Sakura Kasugano est l'une des combattantes de Street Fighter Alpha 2.
- Sakura Yukino est une magicienne de l'association Da Capo.
- Sakura Shinguji est l'héroïne de la série de jeux vidéo Sakura Taisen.
- Sakura Matõ est un personnage du visual novel (ainsi que du manga et de l'anime qui en sont dérivés) Fate/Stay Night.
- Sakura Sakurakôji est le personnage principal du manga et de l'animé Code: Breaker.
- Sakura Kitaoji est une des personnages de la série Aikatsu!.
- Sakura Suzuhara est un personnage de Evangelion: 3.0 You Can (Not) Redo ; elle est la petite sœur de Toji.
- Sakura Nananime est un personnage du manga Toilet-Bound Hanako-kun